# 魁奇路駅
魁奇路駅（かいきろ-えき）は、中華人民共和国広東省仏山市禅城区にある、広仏地下鉄線(仏山地下鉄1号線)及び仏山地下鉄2号線の駅である。

## 駅構造
- 2号線：相対式ホーム2面2線。
- 1号線：島式ホーム1面2線。
- ホームドア設置駅。

## 歴史
- 2010年11月3日 - 広仏線の駅として開業[1]。
- 2021年12月28日 - 2号線の開業により、乗り換え駅となる[2]。

## 隣の駅
仏山地下鉄
■広仏線(1号線)
瀾石駅 - 魁奇路駅 - 季華園駅
■2号線
沙崗駅 - 魁奇路駅 - 石梁駅